# Girolamo Gastaldi
Girolamo Gastaldi, född 1616 i Taggia, död 8 april 1685 i Rom, var en italiensk kardinal och ärkebiskop.

## Biografi
Girolamo Gastaldi var påvlig skattmästare mellan 1669 och 1673. Sistnämnda år utsåg påve Clemens X Gastaldi till kardinalpräst med Santa Pudenziana som titelkyrka. Fyra år senare förlänades han Sant'Anastasia som titelkyrka.
Gastaldi utnämndes 1680 till ärkebiskop av Benevento och biskopsvigdes den 12 maj samma år. Han var camerlengo mellan den 15 januari och den 8 april 1685.
Kardinal Gastaldi har fått sitt sista vilorum i Santa Maria dei Miracoli i Rom. Hans gravmonument ritades av Carlo Fontana.